# Sasha Grey
Sasha Grey, född Marina Ann Hantzis 14 mars 1988 i Sacramento i Kalifornien, är en prisbelönt amerikansk före detta porraktris, skådespelare, författare, musiker och modell. Hennes karriär inom den pornografiska branschen varade 2006–2011, varefter hon fortsatt med deltagande i musikvideor, olika filmer och textskrivande till bandet aTelecine.

## Biografi
Grey växte upp i Sacramento, Kalifornien, USA och studerade vid Highlands High i North Highlands, Kalifornien, men hade en rastlös uppväxt som hon själv fyllde med ett intresse i böcker, musik och performancekonst. Hon började intressera sig för teater vid tolv års ålder. Tre år senare, 2003, gick hon med i Actors Theater of Sacramento och tog teaterkurser. Medan hon fortfarande gick i skolan deltog hon i två experimentella (icke officiellt släppta) filmer: Love Thieves och Unknown pleasures. Den senare var Grey medförfattare till.

### 2006–2011
Hon startade sin professionella karriär inom pornografin 2006 då hon fyllt 18 år. Hennes första film var The Fashionistas 2, en gruppsex-film tillsammans med bland annat Rocco Siffredi. Först hade hon tänkt sig artistnamnet Anna Karina (efter den franska regissören Jean-Luc Godards ex-fru) men bestämde sig sedan för Sasha Grey. Hon hävdar själv att namnet "Grey" är taget från Oscar Wildes roman Dorian Grays porträtt.
I januari 2007 vann Grey flera priser på porr-branschens egna gala, AVN Awards. År 2008 vann hon AVN:s pris Årets bästa kvinnliga porraktris.
Grey samarbetade under 2007 med The Smashing Pumpkins och är med i omslaget till albumet Zeitgeist och i videon till deras låt Superchrist. Hon har även medverkat i musikvideon till låten Birthday girl av the Roots, som modell för klädmärket American Apparel och i flera biroller i produktioner utanför porrbranschen.
Greys första huvudroll i en spelfilm är i Steven Soderberghs The Girlfriend Experience 2009. Kritiken var blandad, men recensenter har ofta antytt att det är svårt att bedöma hennes insats på grund av likheten mellan henne själv och rollen hon åskådliggör i filmen. Grey hade därefter den kvinnliga huvudrollen i Smash Cut.
År 2010 medverkade Sasha Grey även i succéserien Entourage, och spelar sig själv som huvudrollsfiguren Vincent Chases flickvän.

### Senare år
I april 2011 gjorde hon klart att hon slutar med pornografin. Hon planerade fortsätta sitt deltagande i olika medier och medverkade samma år i musikvideon "Space Bound" av Eminem. 2011 började hon också volontärarbete för Read Across America, en organisation för att öka barns läskunnighet. Hennes medverkan upprörde en del föräldrar, utifrån hennes tidigare karriär.

### Privatliv och åsikter
Privat umgås hon med Ashley Blue. Hon har beskrivits som en sexpositiv feminist.

## Filmografi

### I TV-serier
- Entourage (avsnitt 8388, 2010)